# Newport (hrabstwo Washington)
Newport – jednostka osadnicza w Stanach Zjednoczonych, w stanie Ohio, w hrabstwie Washington.